# フリー・ウィリー
『フリー・ウィリー』（原題：Free Willy）は、1993年制作のアメリカ映画。
母親に捨てられた少年と母親から引き離されたシャチ。互いに孤独な境遇の両者が交流を深め、成長していく姿を美しい自然描写の中に描いた感動作。続編『フリー・ウィリー2』、『フリー・ウィリー3』、さらにオリジナルビデオ『フリー・ウィリー 自由への旅立ち』も制作された。
巨匠リチャード・ドナー監督とその妻ローレン・シュラー・ドナーがプロデュースしている。主題歌はマイケル・ジャクソンのWill You Be There。続編『2』の主題歌もマイケルの曲でChildhood。

## あらすじ
ジェシーは母親に捨てられて孤児院に入れられたが、脱走してストリートチルドレンとなっていた。ある夏の夜、パトカーに追われ、さびれた水族館に忍び込んだジェシーは、水槽の中で泳ぐ1匹のシャチを見つける。それがウィリーだった。
孤児院に連れ戻されたジェシーは子供のいない里親に引き取られるが、母親が迎えに来ると信じるジェシーは心を開かない。罰則として水族館でペンキ落としの作業を命じられたジェシーはウィリーと再会。ウィリーは誰にもなつかなかったが、ジェシーの吹くハーモニカにだけは優しい表情を見せた。ウィリーもまた母親から引き離されていたのだった。
同じ境遇同士のジェシーとウィリーは次第に信頼と友情を深め、ウィリーはジェシーの指導でダイビングやジャンプなどの様々な芸を身に付けていく。デビューの日、集まった多くの観客がプールのガラスを叩いたり歓声をあげて、ウィリーは恐怖に陥る。水族館のオーナーは巨額の保険金を手に入れるためウィリーを処分しようと企んでいた。ウィリーの家族たちも水族館近くの海に集まっていた。それを知ったジェシーは、ウィリーを海へ逃がそうと考える。

## 登場人物
ジェシー・グリーンウッド
演 - ジェイソン・ジェームズ・リクター
ストリートチルドレン。12歳。大人の同情を誘ってカンパに成功するなど要領がいい。しかし、自分を捨てた母を今でも待っている一方、ドワイトを初めとした本当に親切にしてくれる大人たちの思いを理解できない（したがらない）など内面では情というものに複雑な感情を抱いている。ハーモニカを吹ける。悪さを働いた罰として水族館の雑用の仕事を始める。ウィリーには元々興味を抱いていたが、足を滑らせてプールに落ちた際に助けてもらったことで深い友情を感じるようになる。始末されそうになったウィリーを海に逃がすことを考えてランドルフやレイと協力する。
レイ・リンドリー
演 - ロリ・ペティ
水族館の調教師。ウィリーとはまだ信頼関係を築けていない。一緒に働くようになったジェシーとも仲良くなる。
グレン・グリーンウッド
演 - マイケル・マドセン
ジェシーの里親。自動車修理工場を経営している。淡白だが面倒見はいい。夜中に家から抜け出し水族館にいったジェシーに怒鳴りもせず優しく諭す思慮深い性格だが、ジェシーと口喧嘩をしてしまい、その流れで親としての自分たちを否定した言動を聞いて怒りを爆発させたこともあった（ただし、すぐに話し合って和解した）。母は2年前に死んだ。途中から自分と妻もウィリーを海に逃がすことに協力する。
アニー・グリーンウッド
演 - ジェイン・アトキンソン
ジェシーの里親。ジャーナリスト志向だが現在は教師をしている。コンピュータを習ったことがある。夫同様に夜中に家から抜け出し水族館にいったジェシーに怒鳴りもせず優しく諭す思慮深い性格。
ダイアル
演 - マイケル・アイアンサイド
水族館「ノースウェスト・アドベンチャーパーク」のオーナー。利益至上主義で、当初はウィリーのショーの集客性に目をつけて協力的だったが、観客を前にショーができなかったことで見限り、保険金目的にウィリーの処分を企む。
ランドルフ・ジョンソン
演 - オーガスト・シェレンバーグ
水族館にいるハイダ族の管理人。水族館でジェシーに落書きをされたなどの経緯からジェシーと関わるようになる。ジェシーが夜中に忍び込みプールに落ちる事故を起こしたにもかかわらず、迷惑がらずにジェシーに優しくする温厚な性格。
ドワイト・マーサー
演 - ミケルティ・ウィリアムソン
黒人警官。問題児のジェシーとは腐れ縁。ジェシーの素行不良に呆れながらも親身に接しているが子供のジェシーには理解されないことも少なくない。
ウェイド
演 - リチャード・リール
ダイアルの部下。ダイアルの指示でウィリーを始末しようとする。
ペリー
演 - マイケル・バコール
ストリードチルドレンの一人。カンパに失敗するなど要領はよくない。ジェシーとの友情は本物で、カリフォルニアに旅立つことが決まるとジェシーを誘いにくる。
グウェニー
演 - ダニエル・ハリス
ストリードチルドレンの一人。母親は自分を捨てヒューストンに行った。
ウィリー
演 - ケイコ
水族館にいるシャチ。年齢は12歳。水族館のショーでは一番の目玉扱いだが、周囲の人間曰く「気難しい」「誰にもなつかない」とのこと。似た境遇のジェシーには心を許すが根は繊細で、大勢の観衆を前にパニックを起こして暴れてしまう。

## キャスト
| 役名       | 俳優                             | 日本語吹替 | 日本語吹替   |
| 役名       | 俳優                             | ソフト版   | テレビ朝日版 |
| ---------- | -------------------------------- | ---------- | ------------ |
| ジェシー   | ジェイソン・ジェームズ・リクター | 藤田大助   | 高乃麗       |
| レイ       | ロリ・ペティ                     | 田中敦子   | 日野由利加   |
| グレン     | マイケル・マドセン               | たかお鷹   | 江原正士     |
| アニー     | ジェイン・アトキンソン           | 藤生聖子   | 高島雅羅     |
| ダイアル   | マイケル・アイアンサイド         | 筈見純     | 谷口節       |
| ランドルフ | オーガスト・シェレンバーグ       | 中庸助     | 小林修       |
| ドワイト   | ミケルティ・ウィリアムソン       | 仲野裕     | 牛山茂       |
| ウェイド   | リチャード・リール               | 飯塚昭三   | 青森伸       |
| ペリー     | マイケル・バコール               | 石田彰     | 阪口大助     |
| グウェニー | ダニエル・ハリス                 |            | 遠藤勝代     |
| ベクター   | イザイア・マローン               |            | くまいもとこ |
| ブロディ   | トム・ラスウェル                 | 沢りつお   | 秋元羊介     |
| 魚屋       | ジャスティン・R・ホール          |            | 荒川太朗     |
| 通行人#2   | ロブ・サンプル                   |            | 梅津秀行     |
| 通行人#3   | メリリン・ジョーンズ             |            | 水原リン     |
| ウェイター | ミッキー・ゲインズ               |            | 真殿光昭     |
| ウィリー   | ケイコ                           |            |              |

- ソフト版：山下啓介、真殿光昭、落合弘治、中澤やよい、押谷芽衣
- テレビ朝日版：初回放送1997年5月4日『日曜洋画劇場』

## シャチのケイコ

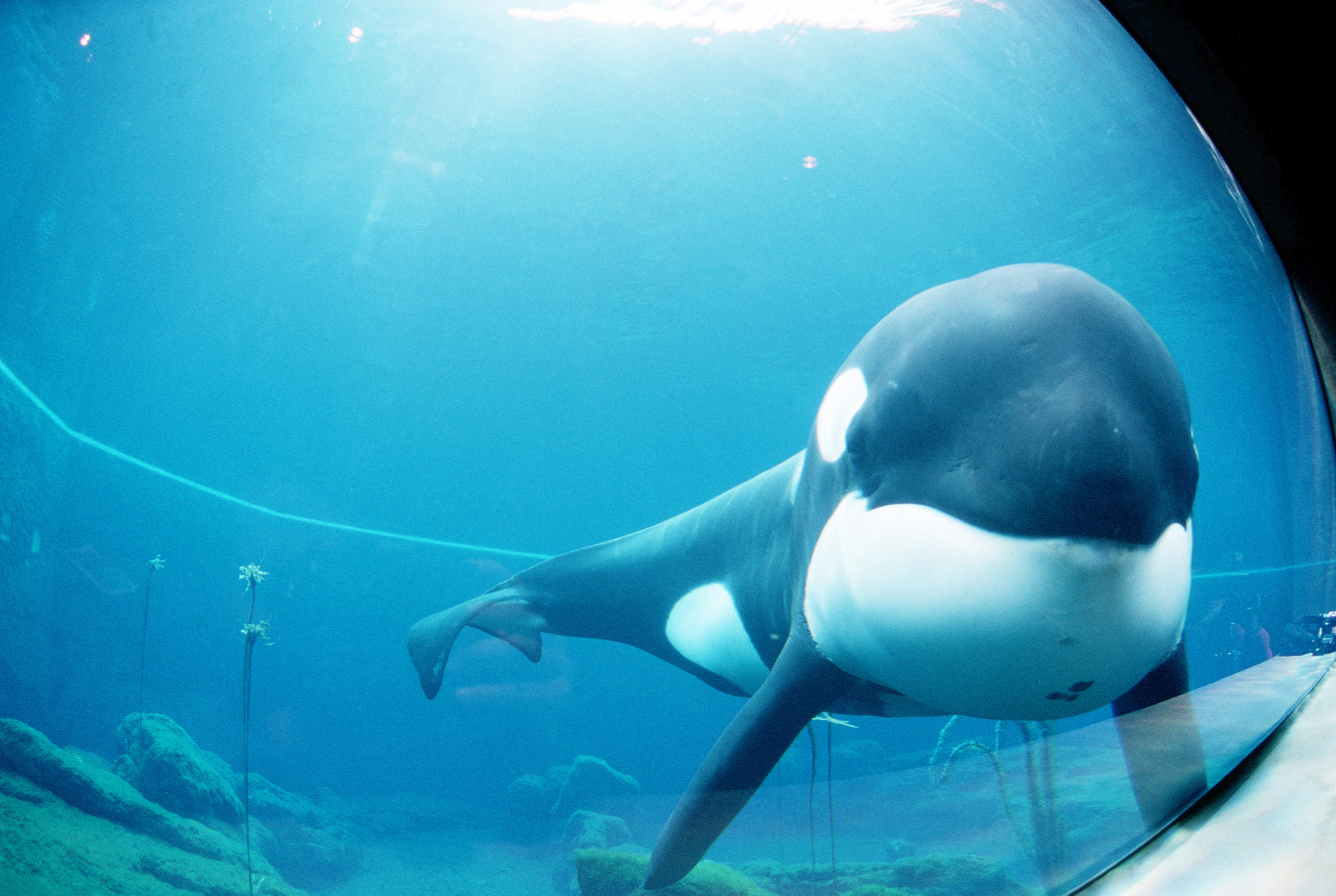
シャチのケイコ（1998年12月）

本作でウィリーを演じたシャチのケイコは、メキシコの遊園地で劣悪な環境の中で飼育されていたところをプロデューサーに見つけられて撮影に使用された後、再びこの遊園地に戻されていたため病状が悪化していった。
そこへ本作の大ヒットで世界中の子供たちから「ウィリーは解放されたのに、なぜケイコは解放されないのか」という声が上がり、基金が集められた結果、アース・アイランド研究所を主体に「フリー・ウィリー・ケイコ基金」が設立され、1996年、オレゴン州ニューポートに建設された専用プールに移されて自然に帰るための特訓と病気の治療を受けた後、1998年、故郷のアイスランドに帰された。
ケイコは2003年12月12日、ノルウェーで27歳で死亡した。

## 音楽
- サウンドトラック - 1993年7月13日リリース。
- ウィル・ユー・ビー・ゼア - マイケル・ジャクソンのアルバム『デンジャラス』からの7枚目のシングル・カット。映画の主題歌。